# Jakubowice (Namysłów)
Pour les articles homonymes, voir Jakubowice.
Jakubowice est une localité polonaise de la gmina de Wilków, située dans le powiat de Namysłów en voïvodie d'Opole.